# Tad Williams

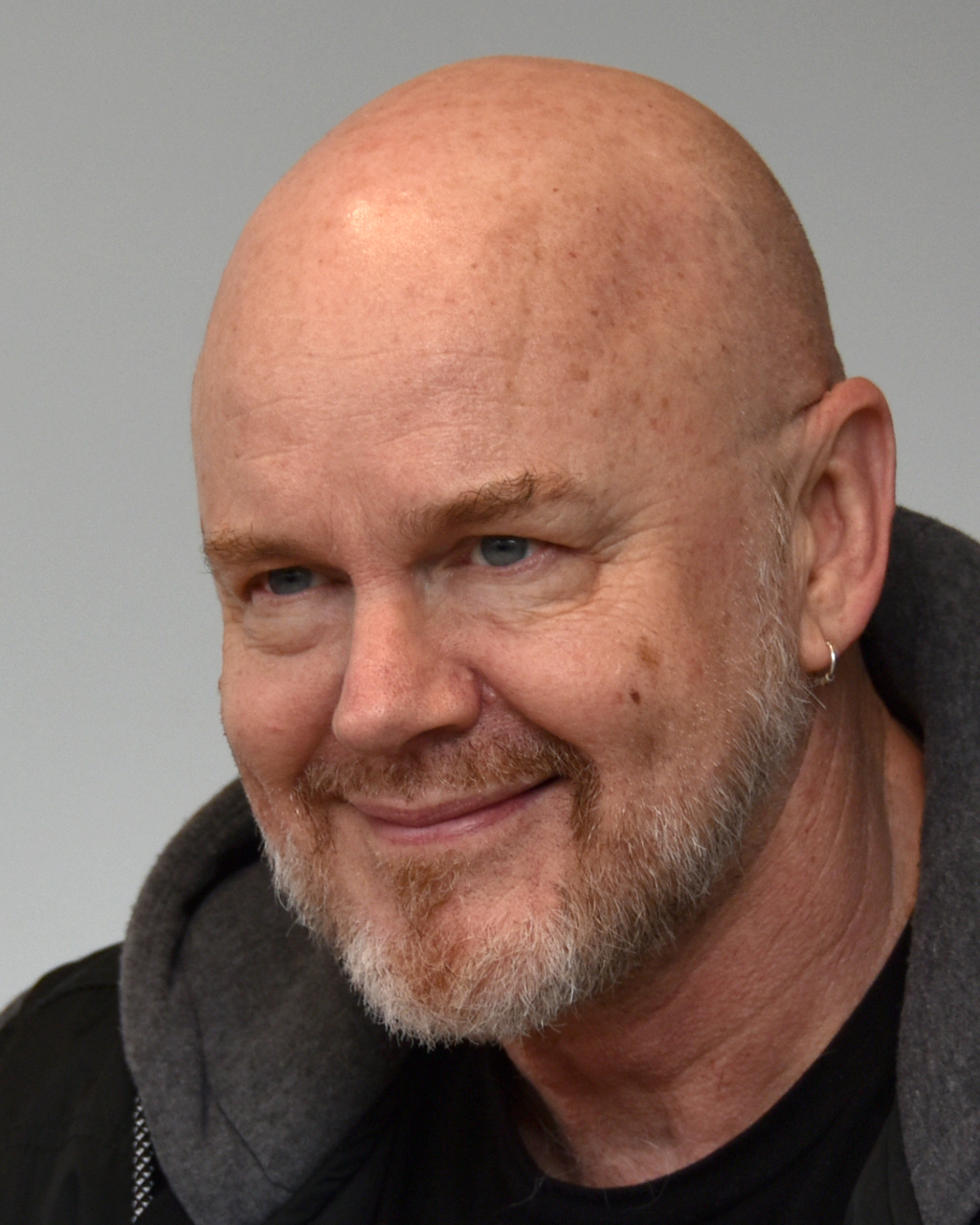
Tad Williams (2019)

Robert Paul „Tad“ Williams (* 14. März 1957 in San José, Kalifornien) ist ein amerikanischer Autor. Er schreibt in den Genres Science-Fiction und Fantasy. Zu seinen erfolgreichsten Werken gehören Die Saga von Osten Ard (bestehend aus den Romanzyklen Das Geheimnis der Großen Schwerter und Der letzte König von Osten Ard) und Otherland (4 Bände).

## Leben
Williams wuchs im 20 Kilometer nördlich von San José gelegenen Palo Alto auf. Er entschied sich nach eigenen Angaben, nach der Schule kein Studium aufzunehmen, da er früh für sich selbst sorgen wollte. Stattdessen bewältigte er unterschiedliche Gelegenheitsjobs, wie die Arbeit auf dem Bau oder das Eintreiben von Schulden. In seiner Freizeit spielte er in einer kleinen Rockband namens Idiot. Williams moderierte eine Talkshow und war als Schauspieler tätig.
Der Autor ist mit Deborah Beale verheiratet und hat zwei Kinder.

## Werke

### Osten Ard
Ein Prequel ist der 2022 vorgelegte Roman Brüder des Windes, dessen Handlung viele Jahre vor den in Das Geheimnis der Großen Schwerter erstbeschriebenen Ereignissen in Osten Ard angelegt ist:
- Brüder des Windes. Übers. von Cornelia Holfelder-von der Tann und Wolfram Ströle, Klett-Cotta (Orig.: Brothers of the Wind, 2021), ISBN 978-3-608-94953-7

Das Geheimnis der Großen Schwerter (Memory, Sorrow and Thorn) erzählt eine fantastische Geschichte aus einer fiktiven Welt namens Osten Ard.  Die Originalausgabe besteht aus drei Bänden, der dritte Band wurde aufgrund seines Umfangs von 1650 Seiten jedoch in zwei Teile aufgeteilt (letzte Hardcover-Auflage erschienen bei Klett-Cotta 2010, Paperback bei Fischer). Williams entwirft mehrere verschiedene Handlungsstränge, die er in der Schlussphase zusammenführt. Weiterhin existiert mit „Der brennende Mann“ eine ergänzende Kurzgeschichte, die zeitlich weit vor der sonstigen Romanhandlung angesiedelt ist. Die Saga umfasst insgesamt:
- Band 1: Der Drachenbeinthron.  Übers. von Verena C. Harksen, überarb. von Andy Hahnemann. Klett-Cotta, Stuttgart 2010 (Orig.: The Dragonbone Chair, 1988; dt. Erstausg. 1988). ISBN 978-3-608-93866-1
- Band 2: Der Abschiedsstein.  Übers. von Verena C. Harksen, überarb. von Andy Hahnemann. Klett-Cotta, Stuttgart 2010 (Orig.: The Stone of Farewell, 1990; dt. Erstausg. 1993). ISBN 978-3-608-93867-8
- Band 3: Die Nornenkönigin.  Übers. von Verena C. Harksen, überarb. von Andy Hahnemann. Klett-Cotta, Stuttgart 2010 (Orig.: To Green Angel Tower, Part 1, 1993; dt. Erstausg. 1996). ISBN 978-3-608-93868-5
- Band 4: Der Engelsturm.  Übers. von Verena C. Harksen, überarb. von Andy Hahnemann. Klett-Cotta, Stuttgart 2011 (Orig.: To Green Angel Tower, Part 2, 1993; dt. Erstausg. 1996). ISBN 978-3-608-93869-2
- Novelle: Der brennende Mann.  Übers. von Joachim Körber. Klett-Cotta, Stuttgart 2004 (Orig.: The Burning Man, ersch. in Legends, New Short Novels, 1998). ISBN 978-3-608-93696-4

Eine zweite Serie unter dem Titel Der letzte König von Osten Ard (The Last King of Osten Ard), die dreißig Jahre nach der ersten Handlung beginnt, setzt die Geschichte in Osten Ard fort. Das Herz der verlorenen Dinge dient dabei als Einstiegs- und Übergangsbuch von der ersten auf die zweite Serie. Ursprünglich auf drei Bände angelegt, wurde im Juli 2021 die Splittung des dritten Bandes auf zwei Bände angekündigt:
- Das Herz der verlorenen Dinge. Übers. von Cornelia Holfelder-von der Tann  Klett-Cotta 2017, Stuttgart (Orig.: The Heart of What was Lost, 2017; dt. Erstausg. 2017). ISBN 978-3-608-96144-7
- Band 1 (Orig.: The Witchwood Crown: Book One of The Last King of Osten Ard. 2017; dt. Erstausg. 2017; deutsch aufgeteilt in zwei Bände):
  - Die Hexenholzkrone 1 / Der letzte König von Osten Ard Band 1. Übers. von Cornelia Holfelder-von der Tann. Klett-Cotta, Stuttgart 2017, ISBN 978-3-608-94953-7
  - Die Hexenholzkrone 2 / Der letzte König von Osten Ard Band 1. Übers. von Cornelia Holfelder-von der Tann. Klett-Cotta, Stuttgart 2017, ISBN 978-3-608-96196-6
- Band 2 (Orig.: Empire of Grass: Book Two of The Last King of Osten Ard. 2019; deutsch aufgeteilt in zwei Bände):
  - Das Reich der Grasländer 1 / Der letzte König von Osten Ard Band 2. Übers. von Cornelia Holfelder-von der Tann und Wolfram Ströle,  Klett-Cotta, Stuttgart 2020, ISBN 978-3-608-94954-4
  - Das Reich der Grasländer 2 / Der letzte König von Osten Ard Band 2. Übers. von Cornelia Holfelder-von der Tann und Wolfram Ströle. Klett-Cotta, Stuttgart 2020, ISBN 978-3-608-94978-0
- Band 3: (Orig.: Into the Narrowdark: Book 3 of The Last King of Osten Ard, 2022; deutsch aufgeteilt in zwei Bände):
  - Im dunklen Tal 1 / Der letzte König von Osten Ard Band 3. Übers. von Cornelia Holfelder-von der Tann und Wolfram Ströle,  Klett-Cotta, Stuttgart 2023, ISBN 978-3-608-98736-2
  - Im dunklen Tal 2 / Der letzte König von Osten Ard Band 3. Übers. von Cornelia Holfelder-von der Tann und Wolfram Ströle. Klett-Cotta, Stuttgart 2023, ISBN 978-3-608-98751-5
- Band 4: The Navigators Children (vorauss. Oktober 2025)

### Otherland
Otherland ist eine Science-Fiction-Dystopie in vier Romanen, wobei die Bücher nicht in sich geschlossen sind. Auf Deutsch ist die Reihe im Klett-Cotta Verlag als gebundenes Buch und im Heyne Verlag als Taschenbuch (letzter Teil im August 2007) erschienen. Des Weiteren gibt es eine Kurzgeschichte als Epilog, „Der glücklichste tote Junge der Welt“, diese ist in einem Kurzgeschichten-Sammelband namens „Legenden“ sowie einzeln als Hörspiel veröffentlicht worden:
- Band 1: Stadt der goldenen Schatten. Übers. von Hans-Ulrich Möhring. Heyne, München 2005 (Orig.: City of Golden Shadow, 1996; dt. Erstausg. 1998). ISBN 978-3-453-53075-1
- Band 2: Fluß aus blauem Feuer. Übers. von Hans-Ulrich Möhring. Heyne, München 2006 (Orig.: River of Blue Fire, 1998; dt. Erstausg. 1999). ISBN 978-3-453-53216-8
- Band 3: Berg aus schwarzem Glas. Übers. von Hans-Ulrich Möhring. Heyne, München 2007 (Orig.: Mountain of Black Glass, 1999; dt. Erstausg. 2000). ISBN 978-3-453-53217-5
- Band 4: Meer des silbernen Lichts. Übers. von Hans-Ulrich Möhring. Heyne, München 2007 (Orig.: Sea of Silver Light, 2001; dt. Erstausg. 2002). ISBN 978-3-453-53218-2

- Novelle: Der glücklichste tote Junge der Welt, ersch. in Legenden. Das Geheimnis von Otherland und andere Abenteuer (2009). München: Piper (Orig.: The Happiest Dead Boy in the World, ersch. in Legends II, New Short Novels, 2003). ISBN 978-3-492-26705-2

### Shadowmarch
Die Fantasy-Tetralogie Shadowmarch beschreibt eine archaische, böse Welt, die von verschiedenen bizarren Individuen bevölkert wird. Der erste Band Shadowmarch ist die überarbeitete und durch neues Material erweiterte Romanfassung eines früheren Onlineprojektes:
- Shadowmarch. Die Grenze: Übers. von Cornelia Holfelder-von der Tann. Klett-Cotta, Stuttgart 2005 (Orig.: Shadowmarch, 2004). ISBN 978-3-608-93717-6
- Band 2: Shadowmarch. Das Spiel: Übers. von Cornelia Holfelder-von der Tann. Klett-Cotta, Stuttgart 2007 (Orig.: Shadowplay, 2007). ISBN 978-3-608-93718-3
- Band 3: Shadowmarch. Die Dämmerung: Übers. von Cornelia Holfelder-von der Tann. Klett-Cotta, Stuttgart 2010 (Orig.: Shadowrise, 2010). ISBN 978-3-608-93719-0
- Band 4: Shadowmarch. Das Herz: Übers. von Cornelia Holfelder-von der Tann. Klett-Cotta, Stuttgart 2011 (Orig.: Shadowheart, 2010). ISBN 978-3-608-93720-6

### Die Tinkerfarm
Eine Fantasyreihe für alle Altersstufen, die Tad Williams gemeinsam mit seiner Frau Deborah Beale verfasst. Insgesamt soll die Reihe fünf Bände umfassen. Laut Aussage von Tad Williams bei einer Autorenlesung im Oktober 2017 in München arbeitet seine Frau aktiv am Entwurf für den dritten Band:
- Die Drachen der Tinkerfarm, September 2009, ISBN 978-3-608-93821-0, (The Dragons of Ordinary Farm, 2009).
- Die Geheimnisse der Tinkerfarm, September 2011, ISBN 978-3-608-93822-7, (The Secrets of the Ordinary Farm, 2011).

### Bobby Dollar
Eine auf drei Teile ausgelegte Urban-Fantasy-Reihe um Bobby Dollar, einen Engel-Anwalt, der zwischen die Fronten von Himmel und Hölle gerät:
- 2013: Die dunklen Gassen des Himmels. ISBN 978-3-608-93834-0 (The Dirty Streets of Heaven, USA 2012)
- 2014: Happy Hour in der Hölle. ISBN 978-3-608-93833-3 (Happy Hour in Hell, USA September 2013)
- 2015: Spät dran am Jüngsten Tag. ISBN 978-3-608-93835-7 (Sleeping Late on Judgement Day, USA 2014).

### Weitere Bücher
- 1985: Traumjäger und Goldpfote. ISBN 3-596-28349-3 (Tailchaser's Song, Tierfantasy)
- 1994: Die Insel des Magiers. ISBN 3-608-93557-6 (Caliban's Hour, eine Fortsetzung von Shakespeares Der Sturm)
- 2001: Die Stimme der Finsternis. Dt. von Peter Torberg, Klett-Cotta, ISBN 3-608-93203-8 (Child of an Ancient City, 1992), zusammen mit der Schriftstellerin Nina Kiriki Hoffman geschrieben, basiert auf der gleichnamigen Kurzgeschichte von Tad Williams
- 2004: Der Blumenkrieg. ISBN 3-608-93356-5 (The War of the Flowers, 2003)
- 2007: Rite: Short Work. ISBN 978-1-59606-066-1 (bisher nur auf Englisch, enthält Williams’ gesammelte Kurzprosa bis auf die Osten Ard-Story The Burning Man, sowie in der HC-Ausgabe diverse Non-Fiction-Stücke und einige Drehbücher)
- 2012: A Stark and Wormy Knight. ISBN 978-1-59606-461-4 (bisher nur auf Englisch, Sammlung von Kurzgeschichten, keine Überschneidungen mit Rite)
- 2013: Diary of a Dragon. ISBN 978-1-59606-558-1 (bisher nur auf Englisch)
- 2015: Das Beste von Tad Williams. ISBN 978-3-86425-795-7. Cross Cult, 17 Kurzgeschichten und Erzählungen. Fantasy, Horror und Science Fiction

## Hörbücher und Hörspiele
- Das Geheimnis der Großen Schwerter 1: Der Drachenbeinthron, Der Hörverlag, ISBN 978-3-86717-973-7.
- Das Geheimnis der Großen Schwerter 2: Der Abschiedsstein, Der Hörverlag, ISBN 978-3-86717-978-2.
- Das Geheimnis der Großen Schwerter 3: Die Nornenkönigin, Der Hörverlag, ISBN 978-3-86717-979-9.
- Das Geheimnis der Großen Schwerter 4: Der Engelsturm, Der Hörverlag, ISBN 978-3-86717-980-5.
- Otherland. Stadt der goldenen Schatten, Der Hörverlag, ISBN 978-3-89940-116-5.
- Otherland. Fluß aus blauem Feuer, Der Hörverlag, ISBN 978-3-89940-535-4.
- Otherland. Berg aus schwarzem Glas, Der Hörverlag, ISBN 978-3-89940-115-8.
- Otherland. Meer des silbernen Lichts, Der Hörverlag, ISBN 978-3-89940-117-2.
- Otherland. Der glücklichste tote Junge der Welt, Der Hörverlag, ISBN 978-3-86717-056-7.
- Der brennende Mann, Der Hörverlag, ISBN 978-3-89940-706-8.
- Die Drachen der Tinkerfarm, Der Hörverlag, ISBN 978-3-86717-510-4.
- Die Geheimnisse der Tinkerfarm, Der Hörverlag, ISBN 3-608-93822-2.
- Die dunklen Gassen des Himmels: Bobby Dollar 1, Der Hörverlag, ISBN 978-3-8445-1177-2.
- Happy Hour in der Hölle: Bobby Dollar 2, Der Hörverlag, ISBN 978-3-8445-1260-1.
- Spät dran am Jüngsten Tag: Bobby Dollar 3, Der Hörverlag, ISBN 978-3-8445-1261-8.

### Rezensionen
- Buchwurm.info: Der Blumenkrieg • Der brennende Mann • Die Insel des Magiers • Die Stimme der Finsternis
- Janetts Meinung: Traumjäger und Goldpfote • Das Beste von Tad Williams • Die Drachen der Tinkerfarm • Die Geheimnisse der Tinkerfarm • Die Dunklen Gassen des Himmels • Happy Hour in der Hölle • Spät dran am Jüngsten Tag • Die Grenze • Das Spiel • Die Dämmerung • Das Herz • Das Herz der verlorenen Dinge • Die Hexenholzkrone, Teil 1 • Die Hexenholzkrone, Teil 2 • Das Reich der Grasländer, Teil 1 • Das Reich der Grasländer, Teil 2 • Brüder des Windes
- Literaturschock.de: Der Blumenkrieg • Der brennende Mann
- Literaturzeitschrift.de: Shadow March Band 1 – Die Grenze • Shadow March Band 2 – Das Spiel

Weitere Rezensionen siehe in: Das Geheimnis der Großen Schwerter und Otherland